# Acanthothrips perileucus
Acanthothrips perileucus är en insektsart som beskrevs av Ian A. Hood 1957. Acanthothrips perileucus ingår i släktet Acanthothrips och familjen rörtripsar. Inga underarter finns listade i Catalogue of Life.